# Harriet szpieg
Harriet szpieg (ang. Harriet the Spy, 1996) – amerykański pełnometrażowy film familijny, wyprodukowany przez Nickelodeon. Zrealizowany na podstawie powieści Louise Fitzhugh pod tym samym tytułem.

## Opis fabuły
Film opowiada o 11-letniej dziewczynie zwanej Harriet M. Welsch (Michelle Trachtenberg), która marzy o tym, by zostać pisarką. Pewnego dnia jej zapiski trafiają w ręce złośliwej Marion Hawthorne (Charlotte Sullivan). Harriet musi za wszelką cenę odzyskać dziennik oraz ich zaufanie i przyjaźń.

## Obsada
- Michelle Trachtenberg – Harriet M. Welsch
- Gregory Smith – Sport
- Vanessa Lee Chester – Janie Gibbs
- Rosie O’Donnell – Ole Golly
- J. Smith-Cameron – Pani Welsch
- Robert Joy – Pan Welsch
- Eartha Kitt – Agatha K. Plummer
- Charlotte Sullivan – Marion Hawthorne
- Teisha Kim – Rachel Hennessy
- Cecilley Carroll – Beth Ellen Hansen
- Dov Tiefenbach – Chłopiec z fioletowymi skarpetkami
- Nina Shock – Carrie Andrews
- Conor Devitt – Pinky Whitehead
- Alisha Morrison – Laura Peters
- Nancy Beatty – Panna Elson